# Đuro Salaj
Đuro Salaj, hrvaški politik in general, * 10. april 1889, † 20. maj 1958.

## Življenjepis
Leta 1906 je pričel s svojo politično kariero, ko je pristopil k Zvezi delavstva oblačilne industrije in obrti v Zagrebu. Kot krojač je delal na Hrvaškem, v Avstriji, v Švici in v Nemčiji. Leta 1909 je postal sekretar Zveze krojaških delavcev Bosne in Hercegovine; pozneje je postal član Socialistične stranke Hrvaške. Kot njen član je leta 1919 pripravil Akcijski odbor za pripravo Kongresa združenja; istega leta je postal član KPJ. zaradi revolucionarne dejavnosti je bil leta 1921 obsojen na 2 leti težkega zapora.
Pozneje je bil sekretar Sindikata tekstilnih in oblačilnih delavnikov v Zagrebu (1925-27), član CK KPJ (1926) in član Politbiroja CK KPJ (1926). Leta 1930 je bil na ukaz partije poslan v Moskvo, kjer je deloval v Kominterni kot predstavnik Jugoslavije, delal v Publicističnem podjetju za tujo literaturo, kot spiker na radiu Svobodna Jugoslavija,...
Decembra 1944 se je vrnil v Jugoslavijo, kjer je postal predsednik Centralnega odbora Zveze sindikatov Jugoslavije; na položaju je ostal do leta 1958, ko je postal član ZIS. V tem času je bil tudi član AVNOJa, poslanec Ustavodajne skupščine, član Politbiroja oz. Izvršnega komiteja CK SKJ, član CK SK Hrvaške,... Bil je tudi rezervni generalmajor JLA, kar je bil čin, ki je ustrezal njegovemu političnemu statusu v takratni hierarhiji.